# Tvrda Reka
Tvrda Reka – wieś w Chorwacji, w żupanii bielowarsko-bilogorskiej, w gminie Kapela. W 2011 roku liczyła 29 mieszkańców.